# Правобережне (Чечня)
Правобережне (рос. Правобережное) — село у Грозненському районі Чечні Російської Федерації.
Населення становить 2269 осіб. Входить до складу муніципального утворення Правобережненське сільське поселення.

## Історія
Згідно із законом від 20 лютого 2009 року органом місцевого самоврядування є Правобережненське сільське поселення.

## Населення
| 1990 | 2002  | 2010  |
| ---- | ----- | ----- |
| 1865 | ↗2036 | ↗2269 |